# Carmenta plaumanni
Carmenta plaumanni is een vlinder uit de familie wespvlinders (Sesiidae), onderfamilie Sesiinae.
Carmenta plaumanni is voor het eerst wetenschappelijk beschreven door Eichlin in 2002. De soort komt voor in het Neotropisch gebied.